# اچ‌ام‌اس باراکوتا (۱۸۰۴)
اچ‌ام‌اس باراکوتا (۱۸۰۴) (به انگلیسی: HMS Barracouta (1804)) یک کشتی بود که طول آن ۵۵ فوت ۲ اینچ (۱۶٫۸ متر) بود. این کشتی در سال ۱۸۰۴ ساخته شد.